# Metropolitan Intercity Railway Company
La Metropolitan Intercity Railway Company (首都圏新都市鉄道株式会社?, Shuto-ken Shin Toshi Tetsudō), abbreviata in MIR, è una compagnia ferroviaria giapponese del terzo settore, con sede principale ad Akihabara, nel quartiere di Chiyoda, nella città di Tokyo.
Il 18 marzo 2007 è stata introdotta la smart card "PASMO".

## Storia
La società è stata fondata il 15 marzo 1991 con l'obiettivo di costruire la nuova linea Jōban (常磐新線?, Jōban Shinsen) per alleviare l'affollamento sulla linea Jōban gestita dalla JR East, che aveva raggiunto il limite della sua capacità. La linea prese il nome di Tsukuba Express nel 2001 e aprì finalmente il 24 agosto 2005.

## Linee ferroviarie
L'azienda possiede e gestisce la linea Tsukuba Express. Questa linea collega Tokyo alla città di Tsukuba a nord-est di Tokyo.
- Tsukuba Express (つくばエクスプレス?): Akihabara - Tsukuba (58,3 km,	20 stazioni)

## Materiale rotabile
Esistono due tipi di materiale rotabile: la serie TX-1000, utilizzata solo sulla tratta elettrificata a corrente continua tra Akihabara e Moriya, e le serie TX-2000 e TX-3000, utilizzate su tutte le linee, compresa la tratta elettrificata a corrente alternata tra Moriya e Tsukuba, che vengono utilizzate in modo diverso a seconda dell'orario.

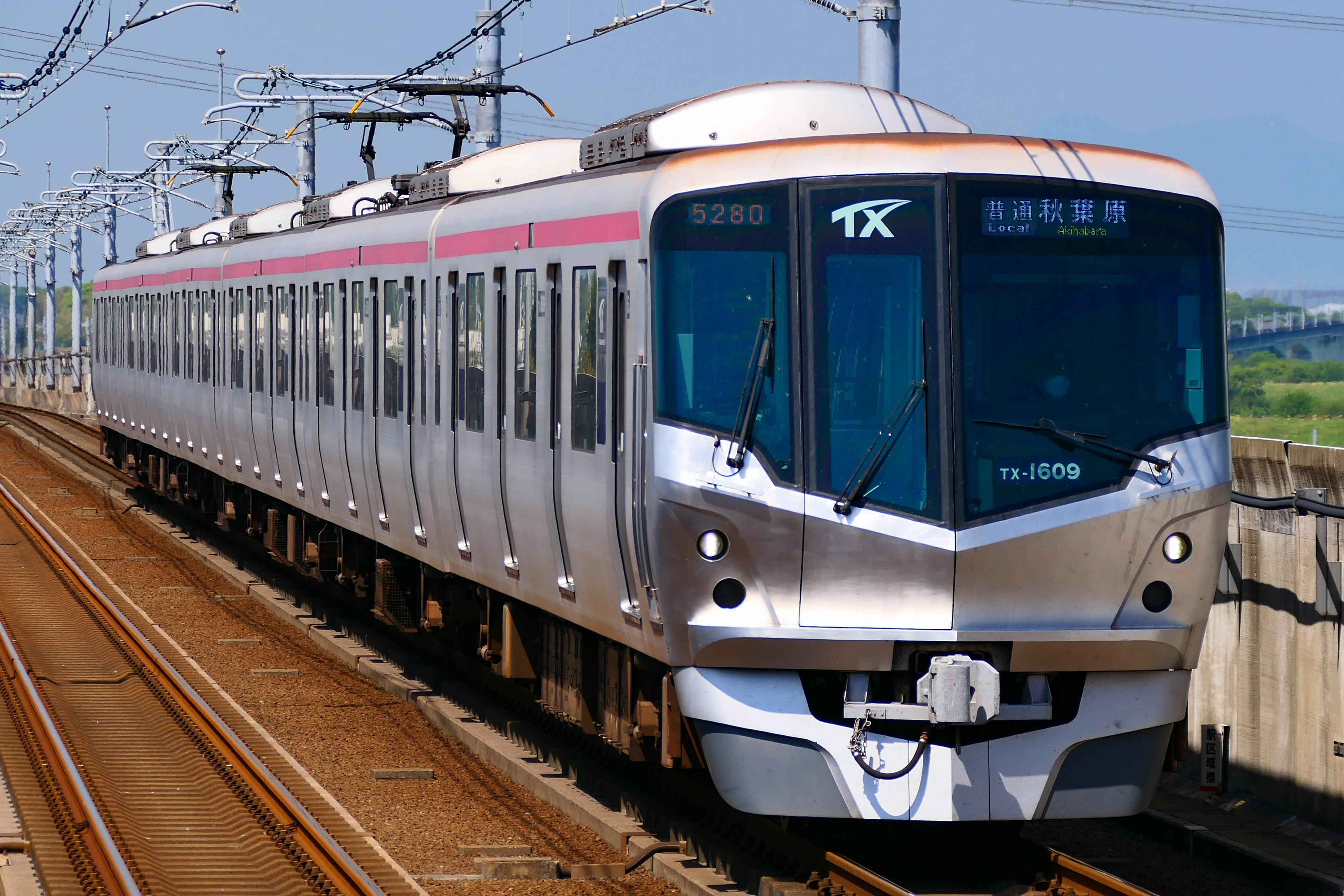
Serie TX-1000
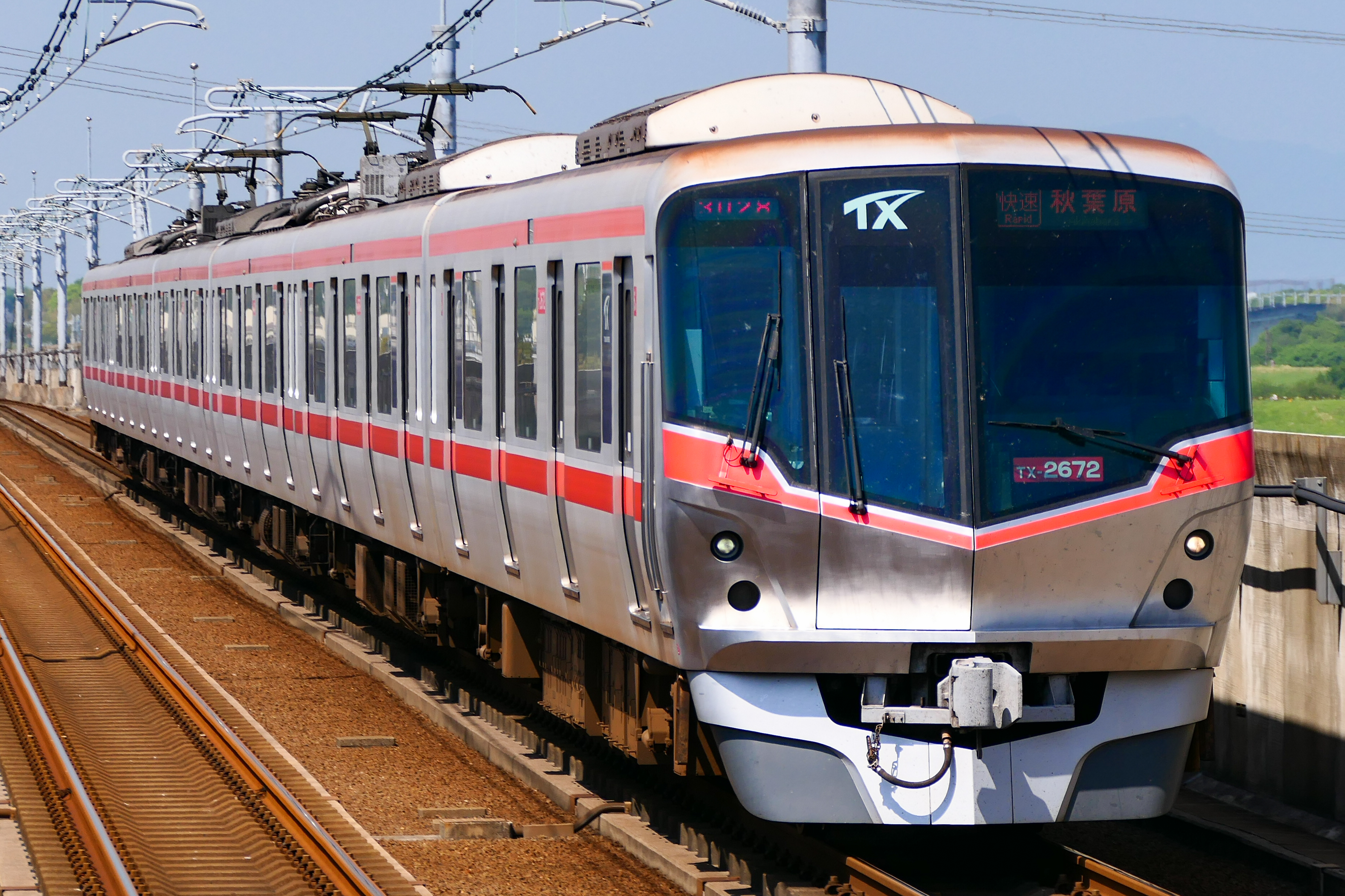
Serie TX-2000
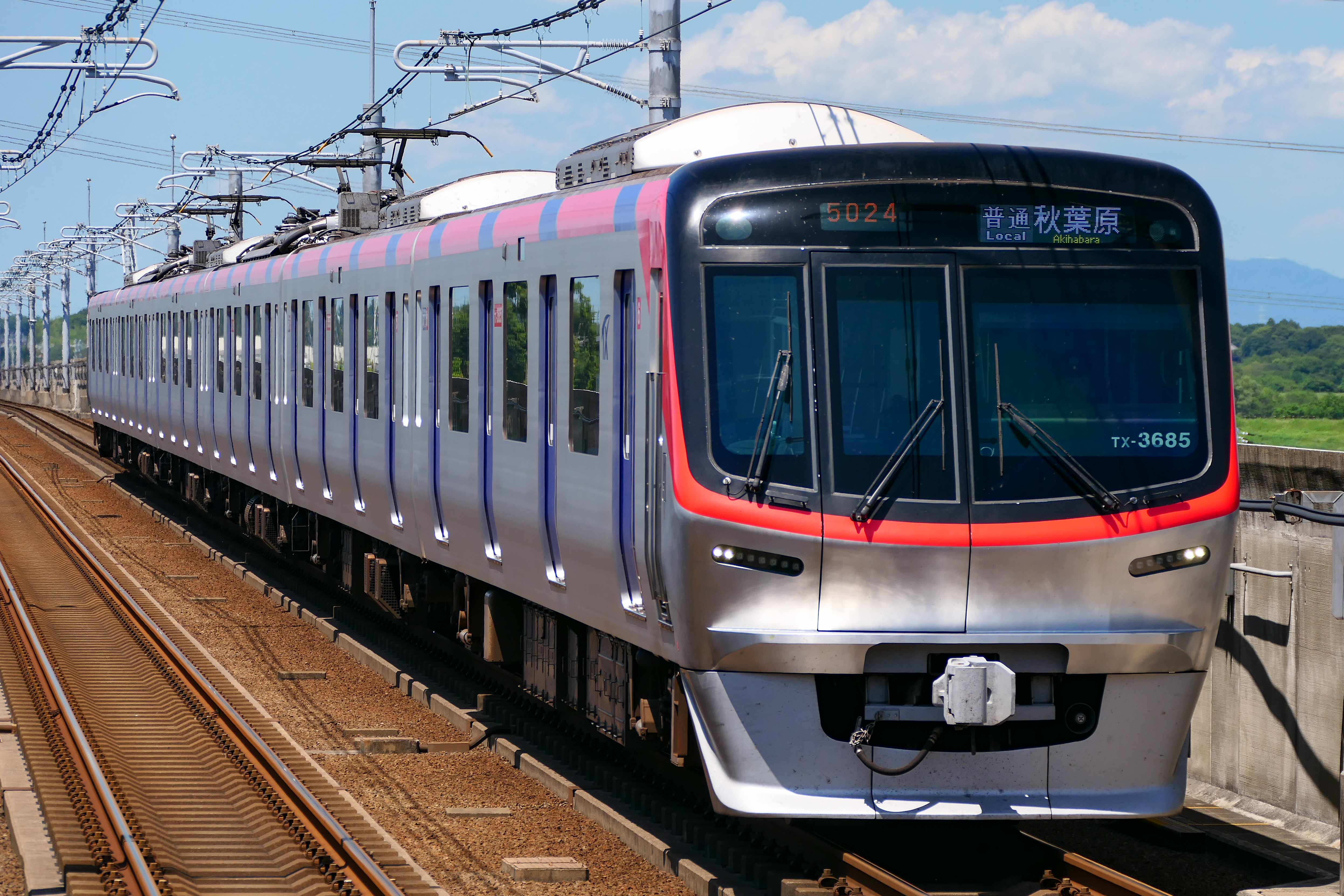
Serie TX-3000

- Serie TX-1000
- Serie TX-2000
- Serie TX-3000

## Azionisti
A partire dal 2019, la società è di proprietà dei seguenti governi locali e municipalità.
- Prefettura di Ibaraki 18,05%
- Tokyo 17,65%
- Prefettura di Chiba 7,06%
- Adachi 7,06 %
- Tsukuba 6,67%
- Prefettura di Saitama 5,88%
- Taitō 5,30%
- Kashiwa 5,30%
- Nagareyama 5,30 %
- Chiyoda 2,65%
- Arakawa 2,65%
- Yashio 1,62%
- Moriya 1,47%
- Tsukubamirai 1,47%
- Misato 1,32%